# Pagrus auriga

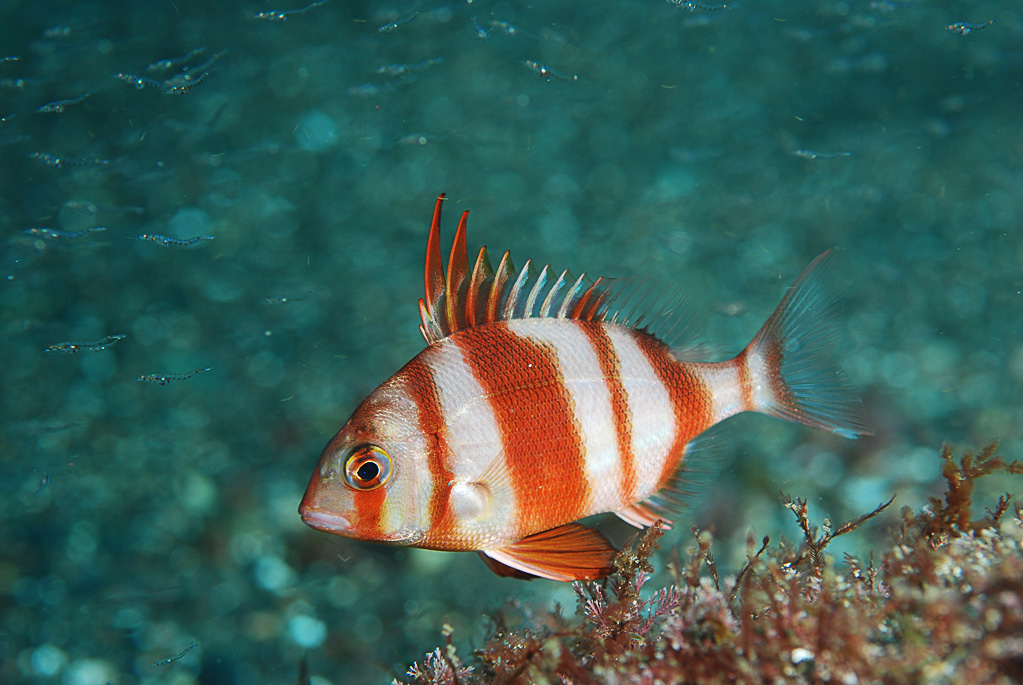
Ejemplar joven.

La urta o sama roquera (Pagrus auriga) es un pez perteneciente a la familia de Sparidae (espáridos, familia a la que pertenecen, entre otros, la dorada, la mojarra, el sargo, el cachucho y el dentón) y del género de los pargos. Se le llama como "catalineta" o "catalineja" cuando es joven.
Es un pez grande, con cuerpo oblongo, pudiendo llegar a los 90 cm. y pesar hasta 11 kilos, aunque el tamaño habitual es menor. Es de color rosa vino en el momento de su captura y con su flanco bandeado de 4 a 5 bandas transversales de tonos pardo rojizos aún más intensos.
Es frecuente en la costa gaditana y en las Islas Canarias, excepto en la isla de El Hierro donde es rara. Las citas para las Islas Canarias de Pagrus caeruleostictus (Valenciennes, 1830) son identificaciones erróneas de la presente especie (Brito, 1991). Se encuentra en el Atlántico este y se extiende desde Portugal, Canarias y Madeira hasta Angola incluyendo el Mediterráneo sudoeste. Habita en los fondos cercanos a la costa entre los 2 y 200 m de profundidad en zonas rocosas o mixtas de arena y roca. Su alimentación más frecuente es a base de moluscos bivalvos y pequeños crustáceos, de ahí el sabor de su carne, que es blanca y compacta.